# Derek Mears
Derek Mears (n. 29 de abril de 1972 en Bakersfield, California, Estados Unidos) es un actor y doble de cine conocido por haber interpretado a Jason Voorhees en el remake del primer Viernes 13, realizado en 2009.

## Filmografía
| Año  | Título                                             | Papel               | Notas                     |
| ---- | -------------------------------------------------- | ------------------- | ------------------------- |
| 2004 | The Shield                                         | Jack Miller         | Serie de TV (Temporada 2) |
| 2004 | E.R.                                               | Jordan Finnex       | Serie de TV (un episodio) |
| 2005 | Cursed                                             | Hombre lobo         | Papel Menor               |
| 2005 | Zathura: Una aventura espacial                     | Líder zorgon        | Papel Menor               |
| 2006 | The Hills Have Eyes                                | Larry               | papel menor               |
| 2006 | Pirates of the Caribbean: Dead Man's Chest         | Sinkil              | Papel Menor               |
| 2007 | Blades of Glory                                    | Él mismo            | Cameo                     |
| 2007 | The Hills Have Eyes 2                              | Zack                | Papel Menor               |
| 2008 | Indiana Jones y el reino de la calavera de cristal | Indio #1            |                           |
| 2009 | Viernes 13                                         | Jason Voorhees      | Papel Principal           |
| 2010 | Predators                                          | Classic Predator    | Papel Principal           |
| 2013 | Hansel y Gretel: cazadores de brujas               | Edward              |                           |
| 2014 | Dead Snow 2 Red Vs Dead                            | Stavarin            |                           |
| 2017 | Friday the 13th                                    | Jason Voorhees      | Papel Principal           |
| 2019 | Swamp Thing                                        | La cosa del pantano | Papel Principal           |
| 2023 | Rebel Moon                                         | Simeon              |                           |